# Rodadits esperonat
El rodadits esperonat (Gomphus graslinii) és una espècie d'odonat anisòpter de la família Gomphidae que habita la península Ibèrica i França.

## Característiques
Tenen els ulls molt separats, caràcter que comparteixen amb els Petaluridae i amb els zigòpters. Els ulls són de color blau intens, l'abdomen és negre amb taques de color groc. Per la seva coloració es confonen amb altres gòmfids. Els adults mesuren usualment de 4 a 7 cm de longitud. Viuen en rierols, rius o llacs en estat proper al natural.
Gòmfid caracteritzat per les seves àmplies línies negres a les àrees antehumeral i humeral del tòrax, les seves potes són majoritàriament negres, excepte les coxes que són grogues i els fèmurs amb ratlles grogues.

## Distribució
L'àrea de distribució d'aquesta espècie només comprèn una part de la península Ibèrica i part del sud i sud-oest de França. A França, les poblacions es troben clarament en regressió en l'oest, essent estables a la zona del sud-oest, a l'oest del riu Roine.
A la península Ibèrica viu a Portugal (excepte a la part central del país), a Espanya (sud-oest de Galícia, sud-oest de Castella i Lleó i sud i sud-oest d'Andalusia).
A Catalunya, les úniques poblacions s'han localitzat als rius del vessant interior del massís dels Ports i s'ha fotografiat un exemplar a les muntanyes de Prades.

## Hàbitat
Encara que es tracta d'una espècie d'aigües corrents, sembla més comuna a les zones de recés, com ocorre amb Macromia splendens, espècie amb la qual sol compartir l'hàbitat. A França volen des de mig juny a mig agost. Els espècimens ibèrics volen entre primers de juny a mitjans de juliol.

## Ecologia
Després de l'emergència volen cap als boscos propers per madurar. Només s'acosten a l'aigua per reproduir-se. La seva principal amenaça és la pèrdua d'hàbitat per contaminació de les aigües o reducció de cabal.